# Jan Marczyński
Jan Marczyński (ur. 23 stycznia 1896 w Prusinowicach, zm. 10 lutego 1941 w Gusen) – polski nauczyciel, działacz oświatowy.

## Życiorys
Jan Marczyński urodził się w rodzinie robotniczej. W latach 1907–1910 uczył się w progimnazjum w Sieradzu, później w gimnazjum filologicznym w Kaliszu. Maturę zdał w gimnazjum filologicznym w Częstochowie. W 1926 ukończył studia na Uniwersytecie Poznańskim. Początkowo pracował jako nauczyciel w gimnazjum w Pyzdrach, gdzie uczył języka polskiego. W 1927 przeprowadził się do Łodzi, gdzie uczył języka polskiego w Państwowym Seminarium Nauczycielskim im. Ewarysta Estkowskiego przy ul. Czerwonej 8, z niemieckim językiem wykładowym, następnie był dyrektorem Państwowego Gimnazjum Męskiego im. S. Żeromskiego w Łodzi przy ul. B. Pierackiego 11/13 (ob. ul. F.D. Roosevelta) 11/13.
Marczyński był także działaczem społecznym i związkowym oraz przewodniczącym Związku Nauczycielstwa Polskiego w Łodzi, w latach 30. XX w. w Komisji Nauczania i Wychowania Urzędu Miasta Łodzi. W latach 1935–1939 był przewodniczącym Sekcji Szkolnictwa Średniego Okręgu Łódzkiego Związku Nauczycielstwa Polskiego, w ramach którego wygłaszał odczyty na konferencjach dla nauczycieli oraz działał na rzecz udostępnienia średniego wykształcenia dzieciom z ubogich rodzin.
Po rozpoczęciu okupacji niemieckiej w Łodzi i zamknięciu gimnazjum Marczyński wyjechał do Prusinowic, gdzie ukrył sztandar szkoły, w której uczył oraz I Państwowego Liceum i Gimnazjum im. Mikołaja Kopernika. Po powrocie do Łodzi działał w konspiracyjnym Zarządzie Okręgu ZNP. Został aresztowany 23 maja 1940 podczas akcji Gestapo wymierzonej przeciwko łódzkiej młodzieży. Zarzucano mu polonizowanie niemieckich uczniów oraz organizowania tajnego nauczania. Przez krótki okres przebywał w więzieniu na Radogoszczu, następnie został przewieziony do obozu koncentracyjnego w Dachau, a następnie do obozu Mauthausen-Gusen, gdzie pracował w kamieniołomach, a następnie został zamordowany.

## Życie prywatne
Marczyński był synem Rocha Marczyńskiego – robotnika w gorzelni oraz Wiktorii z d. Urbańskiej. Jego żoną była Kazimiera Marczyńska z d. Żylińska – nauczycielka i posłanka, z którą miał córkę Janinę (ur. 1928) – lekarkę oraz synów – Józefa (ur. 1931) i Piotra (ur. 1938).

## Upamiętnienie
W Łodzi w 1994 bezimiennej ulicy na terenie osiedla Łagiewniki nadano nazwę ul. Kazimiery i Jana Marczyńskich. Marczyński ma symboliczny grób w części katolickiej Starego Cmentarza w Łodzi.